# Saskia Leppin
Saskia Leppin (* 11. Juli 1985 in Hamburg) ist eine deutsche Sängerin und Musicaldarstellerin. Ihr Schwerpunkt liegt im Bereich des Popschlagers.

## Werdegang
Nach der Mittleren Reife am Hansa-Gymnasium Bergedorf absolvierte Saskia Leppin eine dreijährige Ausbildung in „Tanz, Gesang und Schauspiel“ an der Stage School in Hamburg, die sie 2006 abschloss.
Im November 2005 trat sie in ihrer ersten Theaterrolle im Deutschen Schauspielhaus auf, in dem Stück Die kleine Meerjungfrau nach einem Märchen von Hans Christian Andersen. Von 2007 bis 2009 war sie in wechselnden Rollen in dem Musical Elisabeth – Die Legende einer Heiligen zu sehen. Die Uraufführung fand anlässlich des Elisabethjahres 2007 im Landestheater Eisenach statt. Im Dezember 2007 erfolgte ein Engagement in dem Travestie-Musical La Cage aux Folles – Ein Käfig voller Narren im heutigen Metropol Theater Bremen. Von 2008 bis 2013 arbeitete sie als Solistin auf AIDA-Kreuzfahrten. 2013 wirkte sie im Ensemble am FRITZ Theater in Bremen mit. Sie war Sängerin in Schlager-Revuen wie etwa „Ein Bett im Kornfeld“ oder „Zwei Apfelsinen im Haar“ des Regisseurs Ole Lehmann und Darstellerin in dem Musical „Freak Out!“.
Saskia Leppin lebt mit dem Fußballtrainer Frank Fröhling in Essen; sie haben einen Sohn.

## Musikalische Karriere
Im November 2013 veröffentlichte Saskia Leppin ihre erste Single „Lieb mich heut’ Nacht“. Es folgten weitere Single-Veröffentlichungen aus dem Bereich Popschlager. Die Tageszeitung Hamburger Abendblatt lobte im Dezember 2014 ihr Talent und bezeichnete Leppin als „die neue Helene Fischer aus Bergedorf“.
Im Oktober 2015 löste die Sängerin eine Kontroverse aus, als sie den Song „Feuer und Flamme“ auf ihrem YouTube-Kanal veröffentlichte, um die Bewerbung zur Ausrichtung der Olympischen Sommerspiele 2024 in Hamburg zu unterstützen. „Feuer und Flamme“ sei in Eigenregie entstanden und nicht das offizielle Lied zur Olympiabewerbung, erklärte Leppin. Der Song fand Unterstützung beim Hamburger Sportbund. Im Netz und in einigen Medien wurde hingegen die Machart des Songs kritisiert.
Im Oktober 2016 erschien Leppins erstes Album „Alles auf Anfang“. Darauf befand sich auch eine Coverversion des Duetts „Wenn du denkst, du denkst“ von Gunter Gabriel. Der deutsche Country-Sänger steuerte die männliche Stimme auf der Neuaufnahme bei.
2019 veröffentlichte die Sängerin zwei weitere Singles. Dabei erlangte der Song „Liebeslieder“ durch einen Auftritt in der Musik- und Unterhaltungsshow „Immer wieder sonntags“ mit Stefan Mross größere Bekanntheit. Die Radio-Redaktion von SWR4 bescheinigte dem zweiten Stück „Mit einem Lächeln“ Qualitäten eines Sommersongs und der 2021 erschienenen Single „Es hört niemals auf“ ein Song für die Vorfreude im rechten Augenblick zu sein.

## Diskografie

### Alben
- 2016: Alles auf Anfang

### Singles
- 2013: Lieb mich heut’ Nacht
- 2014: Das kann nicht sein
- 2014: Diese Nacht
- 2015: Trink mit mir
- 2016: Wir drehen heut’ auf
- 2016: Phänomenal
- 2016: Ich fang’ neu an
- 2018: Feuerwerk
- 2019: Liebeslieder
- 2019: Mit einem Lächeln
- 2019: Mit dir schmilzt mein Herz
- 2020: Du tust mir gut
- 2020: Wegen dir, wegen mir, wegen uns
- 2021: Es hört niemals auf
- 2023: Lieblingsmensch (mit Tobee)
- 2024: Die Liebe meines Lebens
- 2025: Wir sind wieder da

## TV-Auftritte
- 2014, am 31. Dezember, Goldschlager Spezial (Sat.1 Gold)
- 2015–2016, ran boxen, Nationalhymne (Sat.1)
- 2017, am 23. Juni, Die Party mit Ross Antony (MDR)
- 2018, am 22. Juli, Immer wieder sonntags (ARD)
- 2019, am 25. August, Immer wieder sonntags (ARD)
- 2020, am 27. Juli, Musik für Sie (MDR)
- 2021, am 25. Juli, ZDF-Fernsehgarten (ZDF)
- 2021, am 31. Juli, Die Ross Antony Show (MDR)
- 2022,  2024: Wenn die Musi spielt – Winter, Sommer Open Air
- 2024, am 7. Juli, Immer wieder sonntags (ARD)
- 2024, am 30. November, Das Adventsfest der 100.000 Lichter (Das Erste)